# Muckenbruch

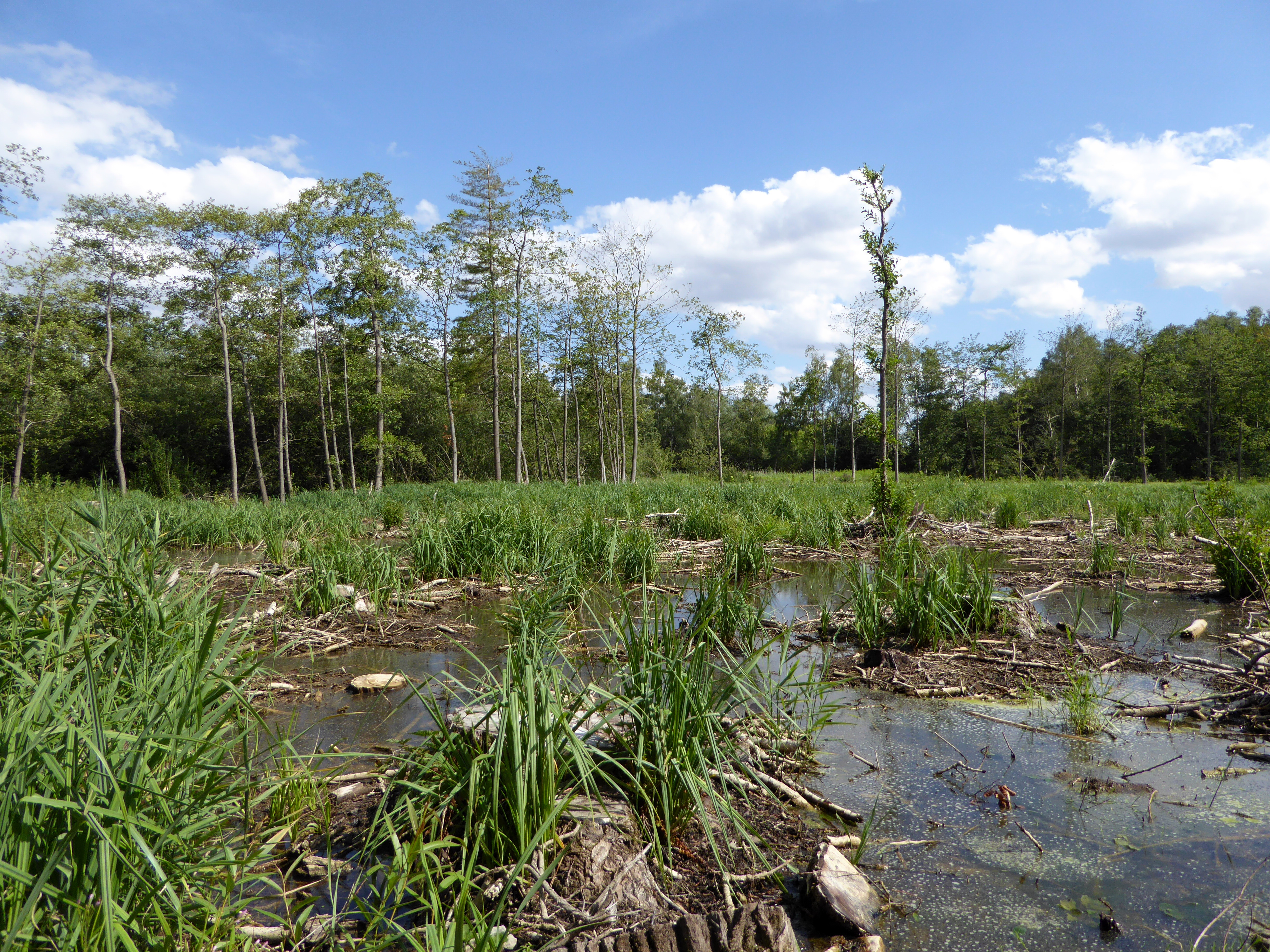
Niedermoorbereich im Bruch im Sommer (2015)

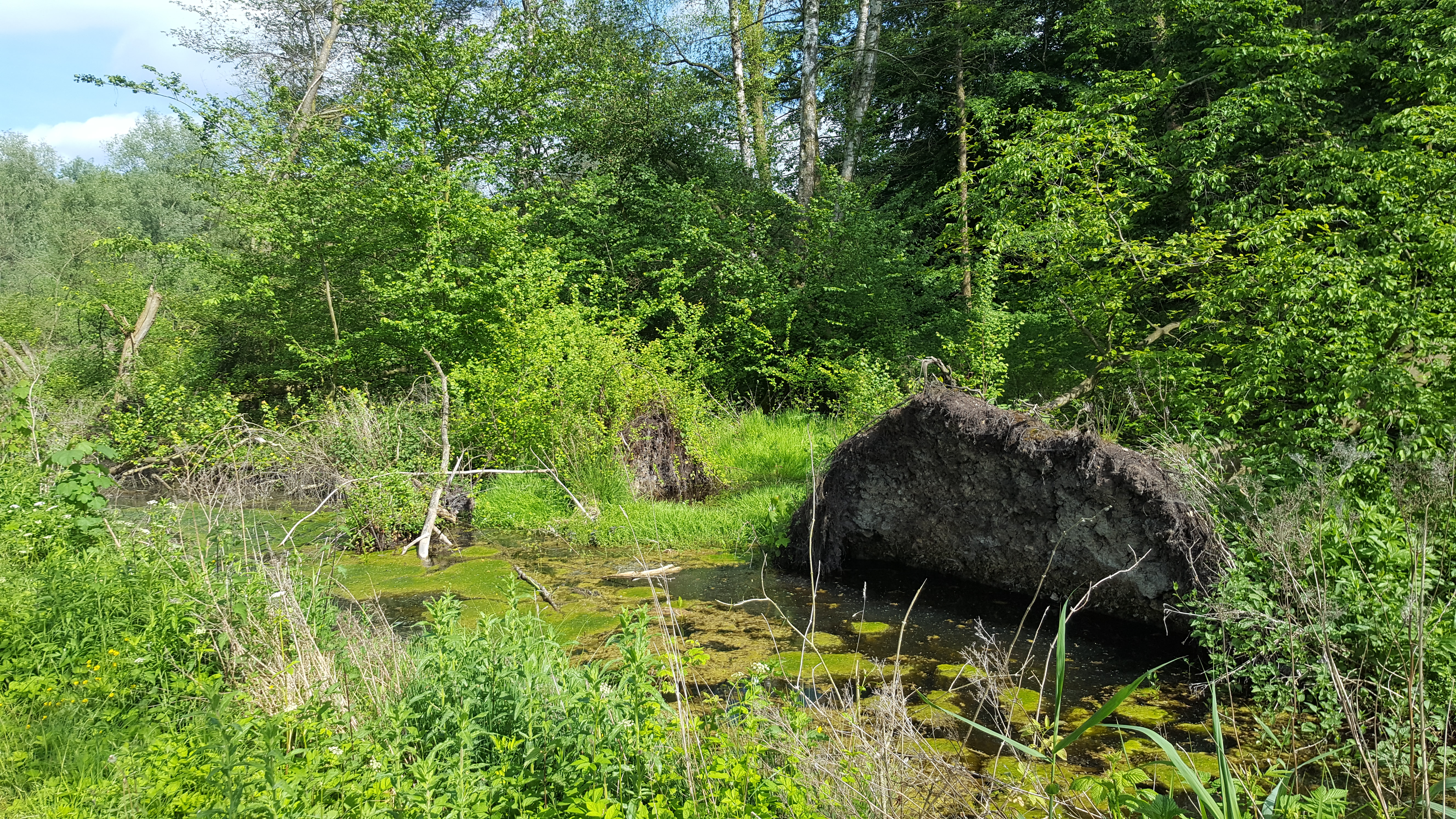
Umgestürzter Baum im Moorteich (2017)

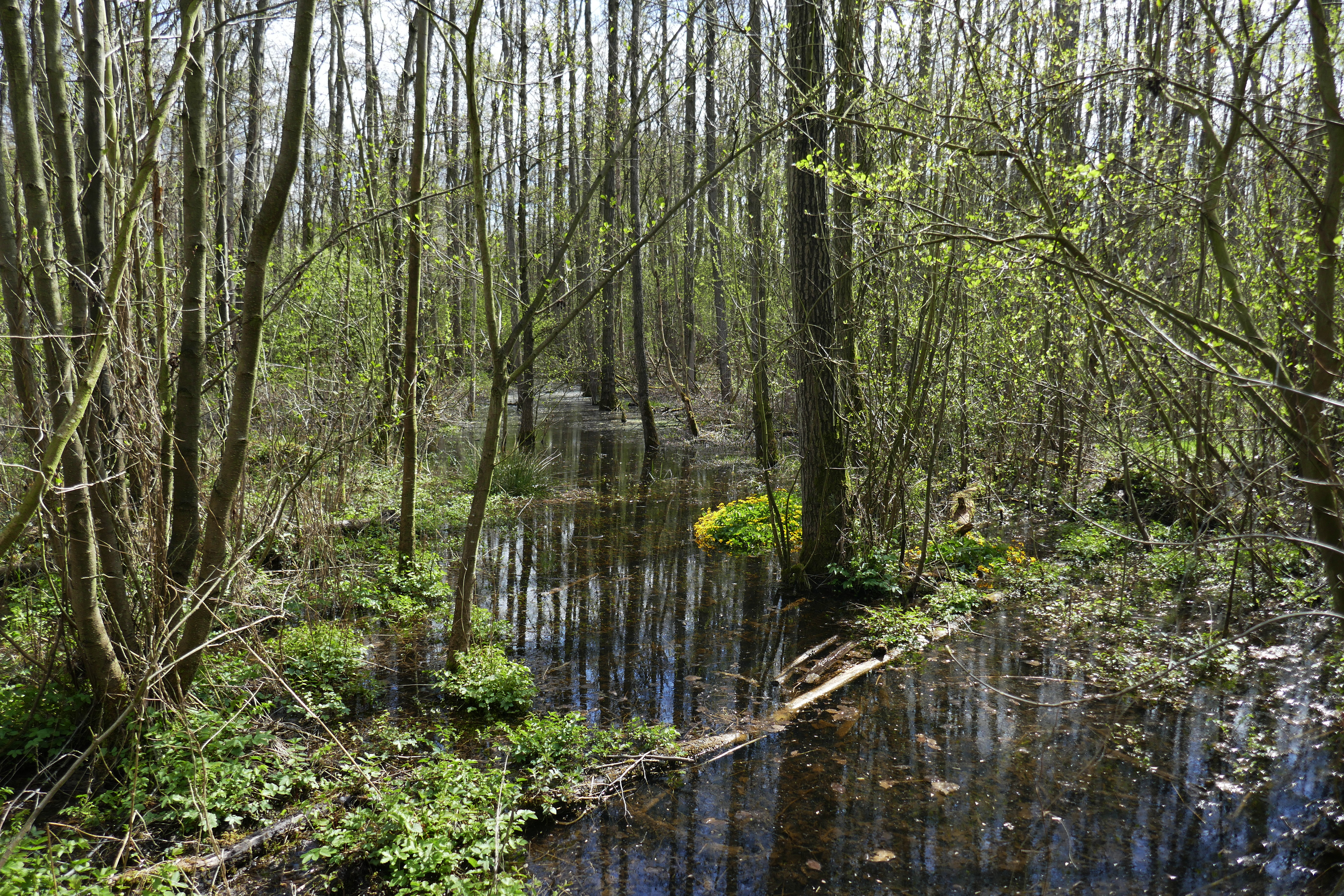
Muckenbruch-Wald mit erhöhtem Wasserstand im Frühjahr (2021)

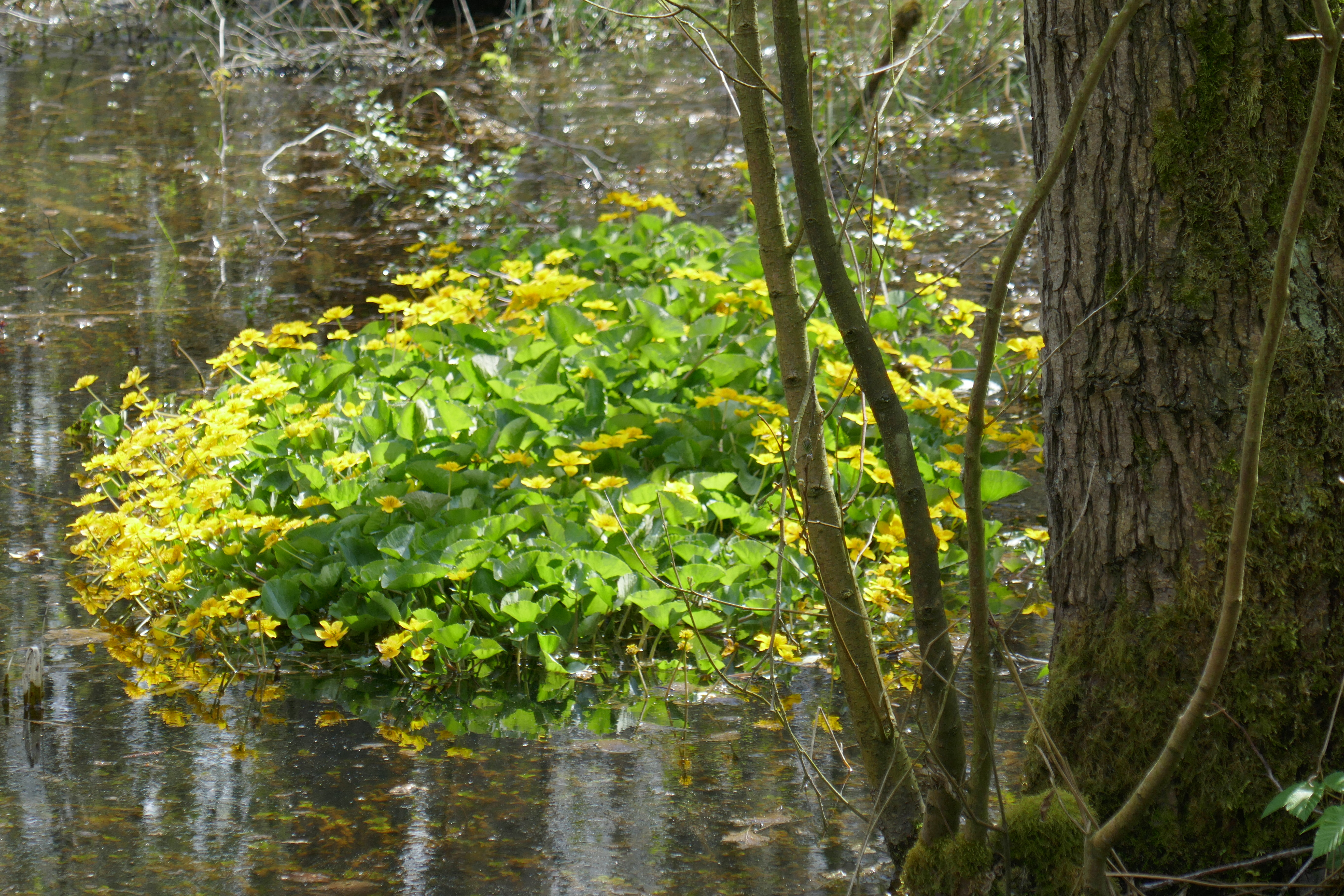
Sumpfdotterblume im Gebiet

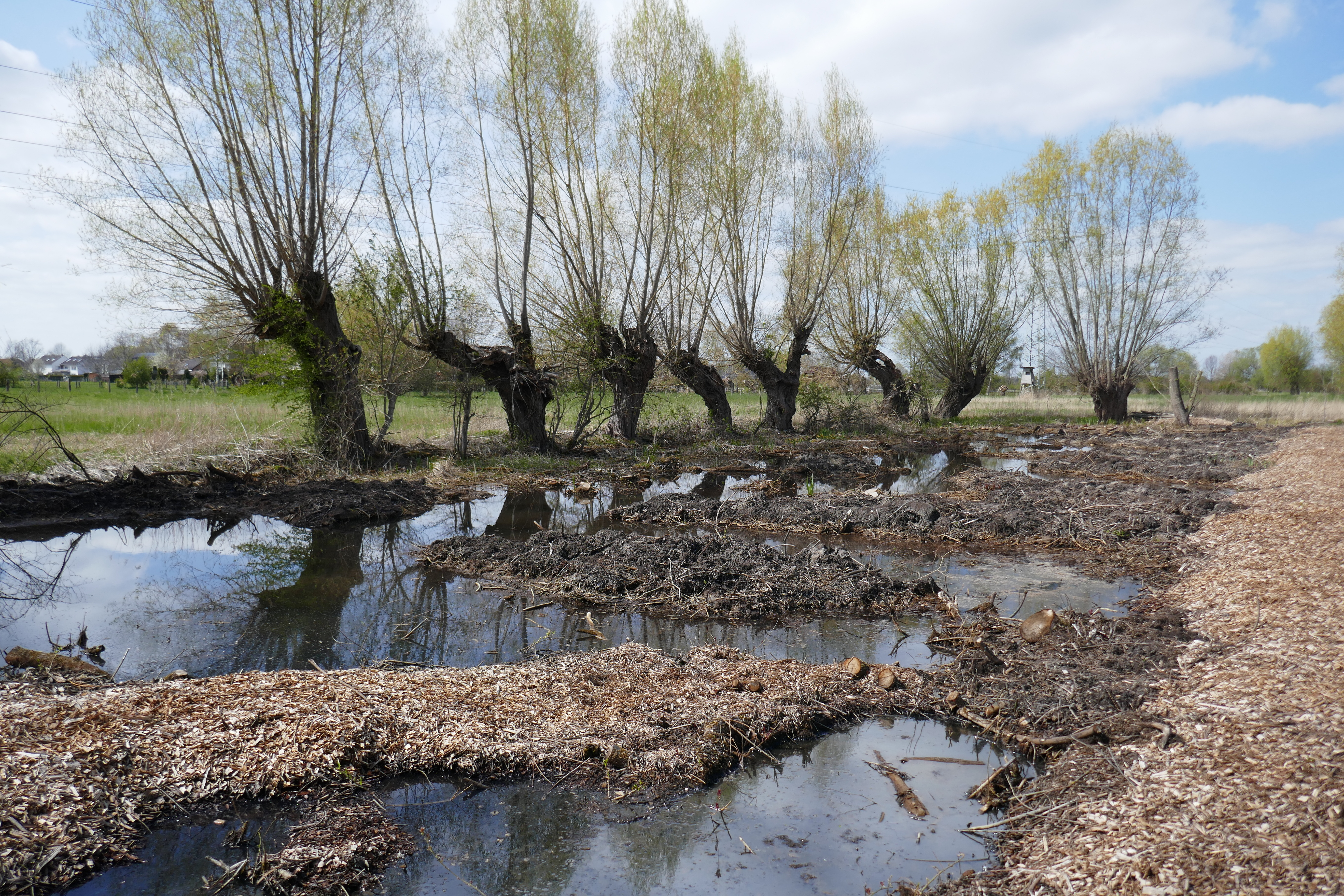
Kopfweiden im Schutzgebiet

Das Muckenbruch ist ein unter Naturschutz stehendes Moor am Rande von Bad Westernkotten, einem Stadtteil von Erwitte im Kreis Soest in Nordrhein-Westfalen. Es beginnt direkt am Dorfrand. 1996 wurde von der Bezirksregierung Arnsberg per Verordnung das Naturschutzgebiet Muckenbruch mit 97,1 ha ausgewiesen. Mit dem Landschaftsplan Erwitte-Anröchte wurde das Naturschutzgebiet (NSG) durch den Kreistag des Kreises Soest erneut ausgewiesen. Die NSG-Fläche ist seit 2004 Teil des FFH-Gebietes Manninghofer Bach sowie Gieseler und Muckenbruch (Nr. DE-4315-302) und auch als Teil des Europäischen Vogelschutzgebietes Hellwegbörde (Nr. DE-4416-401).

## Geschichte
In früherer Zeit wurde in diesem  Niedermoor Torf zum Heizen gestochen. Das reich strukturierte Niedermoor weist vielfältige Lebensräumen und Biotope feuchter, grundwassergeprägter Standorte und wie Bruchwälder, Niedermoore, Schilfröhrichte, Seggenrieder, Feuchtgrünland und naturnaher Fließgewässer auf. Es kommen eine Vielzahl seltener Tier- und Pflanzenarten vor. Das Moor leidet seit Jahrzehnten unter der starken Entwässerung. Im Sommer bringt das niedrige Grundwasserstände mit sich, die zur Moorzersetzung führen. Um diesen langsamen Tod des Moores und somit den weiteren Verlust von wertvollen Lebensräumen für Tiere und Pflanzen zu verhindern, sollen Quell-, Grund- und Niederschlagswasser im Moor zurückgehalten werden. Zu diesem Zweck wurden 2014 mehrere Entwässerungsgräben verschlossen. Dadurch stieg der Grundwasserspiegel in einigen Flächen wieder auf ein naturnahes höheres Niveau. Bei den Arbeiten auf den Moorböden ist besonders bodenschonend gearbeitet worden. Gleichzeitig sorgen Überlaufrinnen in den Wegen für eine gleichmäßige Wasserverteilung im Moor, die sich an den natürlichen Gefälleverhältnissen orientieren. Einzelne Fußgängerwege im Muckenbruch wurden gesperrt, um die überflüssigen, betonierten Wege zu renaturieren.
Bis 2024 waren nur in der nördlichen städtischen Moorfläche Maßnahmen zur Vernässung und Wasserhaltung durchgeführt worden. Auf Privatflächen erfolgten keine der für den Moorerhalt notwendigen Maßnahmen. In vernässten Flächen breiten sich wieder Seggenrieder und Schilfbestände aus, während die Brennnessel und Riesen-Goldrute zurückgehen. Hier liegen auch unbewirtschaftete Schwarzerlen- und Eschenauwälder. Seit 2015 werden auch die Kopfweiden außerhalb des Waldes wieder gepflegt und bei Abgänge ersetzt.

## Tierarten
Neben anderen Tierarten wurden im Bruch die Groppe, die Rohrweihe, die Gelbbauchunke und der Eisvogel als nachgewiesen. Seit 2022 hat sich der Europäische Biber angesiedelt.
In ehemaligen und aktuellen Torfstichen kommt die Gelbbauchunke vor. Die Population im NSG war früher eine der bedeutendsten in Westfalen. Sie ging u. a. wegen dem Waschbären zurück.

## Pflanzenarten im NSG
Auswahl vom Landesamt für Natur, Umwelt und Verbraucherschutz Nordrhein-Westfalen dokumentierter Pflanzenarten im Gebiet: Acker-Witwenblume, Ähriges Tausendblatt, Ästiger Igelkolben, Bachbunge, Behaarte Segge, Berchtolds Zwerg-Laichkraut, Bittersüßer Nachtschatten, Breitblättriger Dornfarn, Breitblättriger Rohrkolben, Echte Brunnenkresse, Echte Nelkenwurz, Echter Hopfen, Echtes Johanniskraut, Echtes Mädesüß, Eisenhutblättriger Hahnenfuß, Flutender Schwaden, Wald-Frauenfarn, Gamander-Ehrenpreis, Gefleckter Aronstab, Geflügelte Braunwurz, Geflügeltes Johanniskraut, Gewöhnlicher Blutweiderich, Gewöhnlicher Froschlöffel, Gift-Hahnenfuß, Hohe Schlüsselblume, Kleine Braunelle, Kleines Springkraut, Kleine Wasserlinse, Knotige Braunwurz, Knäuel-Ampfer, Kornelkirsche, Kratzbeere, Kuckucks-Lichtnelke, Moor-Labkraut, Pfennigkraut, Raues Hornblatt, Rispen-Segge, Rohrglanzgras, Rohr-Schwingel, Rote Lichtnelke, Scheinzypergras-Segge, Schilf, Schmalblättriger Merk, Stink-Storchschnabel, Sumpf-Baldrian, Sumpfdotterblume, Sumpf-Pippau, Sumpf-Schwertlilie, Sumpf-Segge, Sumpf-Vergissmeinnicht, Ufer-Wolfstrapp, Taube Trespe, Teich-Schachtelhalm, Vierkantiges Weidenröschen, Vogel-Wicke, Wald-Engelwurz, Wald-Schaumkraut, Wald-Ziest, Waldmeister, Wasserminze, Wasserdost, Wasser-Schwaden, Weiche Trespe, Wiesen-Flockenblume, Wiesen-Margerite, Wiesen-Labkraut, Wilde Möhre, Wilde Sumpfkresse, Zottiges Weidenröschen und Zweizeilige Segge.